# Erythróza-4-fosfát
Erythróza-4-fosfát je organofosfát odvozený od monosacharidu erythrózy. Je meziproduktem pentózofosfátového a Calvinova cyklu.
Také je výchozí látkou při biosyntéze aromatických aminokyselin (tyrosinu, fenylalaninu a tryptofanu). Rovněž se účastní prvního kroku šikimátové dráhy, kde reaguje s fosfoenolpyruvátem za vzniku 3-deoxy-D-arabino-2-heptulózonová kyselina 7-fosfátu (DAHP); reakci katalyzuje enzym DAHP syntáza.

Biosyntéza DAHP z fosfoenolpyruvátu a erythróza-4-fosfátu

Tato látka je též součástí biosyntézy 3-hydroxy-1-aminoacetonfosfátu, prekurzoru vitaminu B6. Erythróza-4-fosfátdehydrogenáza zde katalyzuje jeho přeměnu na erythronát-4-fosfát.